# Бадан товстолистий
Бадан товстолистий (Bergenia crassifolia) — вид рослин родини ломикаменеві.

## Назва
В англійській мові має багато назв «серцелистий бадан» (англ. heart-leaved bergenia), «слонячі вуха» (англ. elephant's ears), «сибірський чай» (англ. Siberian tea), «монгольський чай» (англ. Mongolian tea).

## Будова
Багаторічна рослина формує розетку з великих вічнозелених листків до 30 см з шкіряною текстурою та червоним зубчастим краєм. Листя на зиму стає іржаво-червоним. Темно-рожеві чи червоні квіти зібрані у суцвіття, що може досягати 40 см висоти. Має підземні ризоми.

## Поширення та середовище існування
Зростає у Сибіру та Монголії у вологих місцях, луках.

## Практичне використання
Популярна декоративна рослина. Виведено культурні сорти Bergenia cordifolia 'Purpurea', 'Winterglut', 'Senior' та 'Autumn Red'.
Вимочені у воді й відмиті від дубильних речовин кореневища вживають в їжу, а перезимувавші, потемнілі листя використовують для ароматичного чаю — монгольський чай, або чигірський чай.

## Галерея

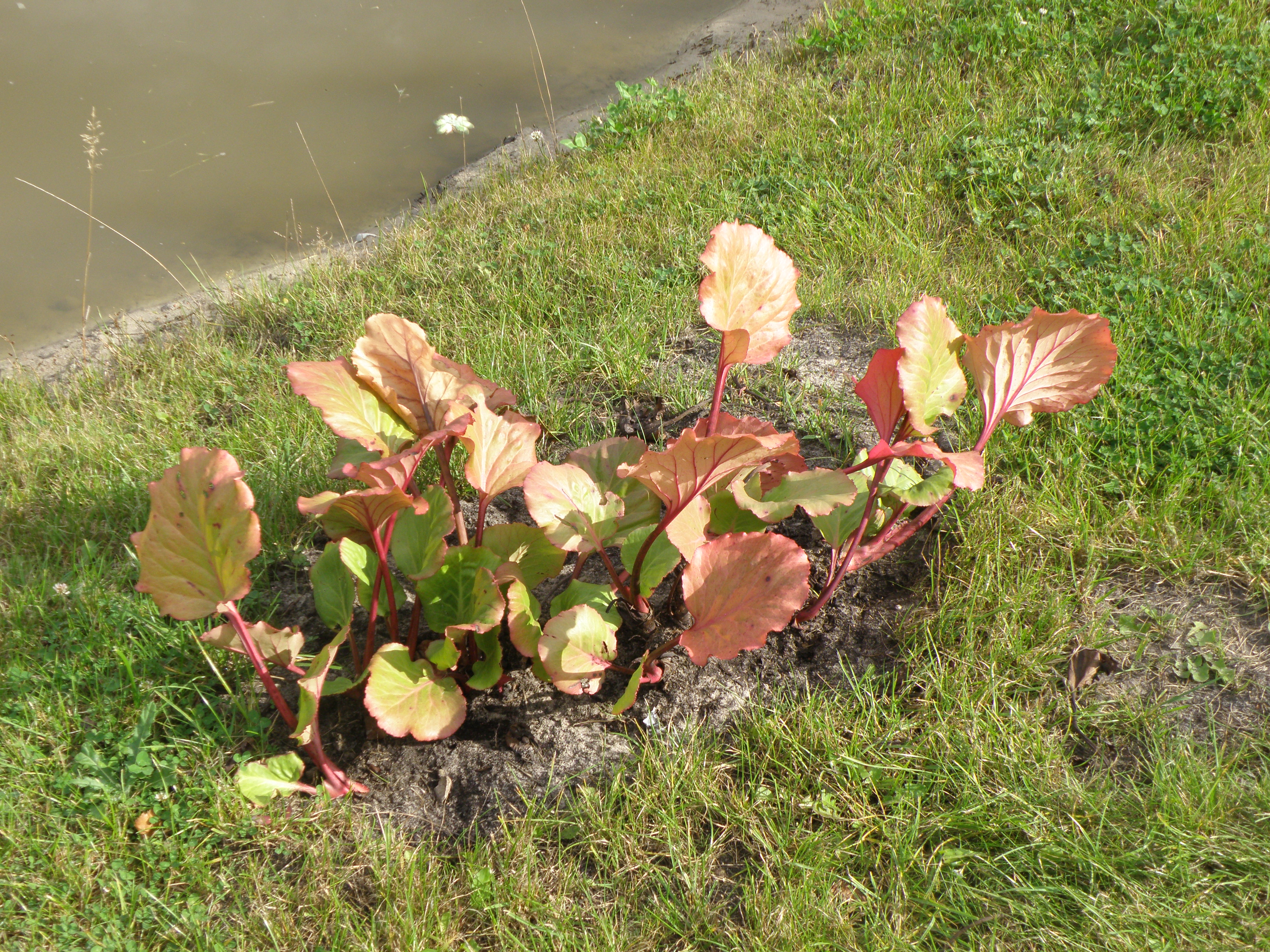
Листя
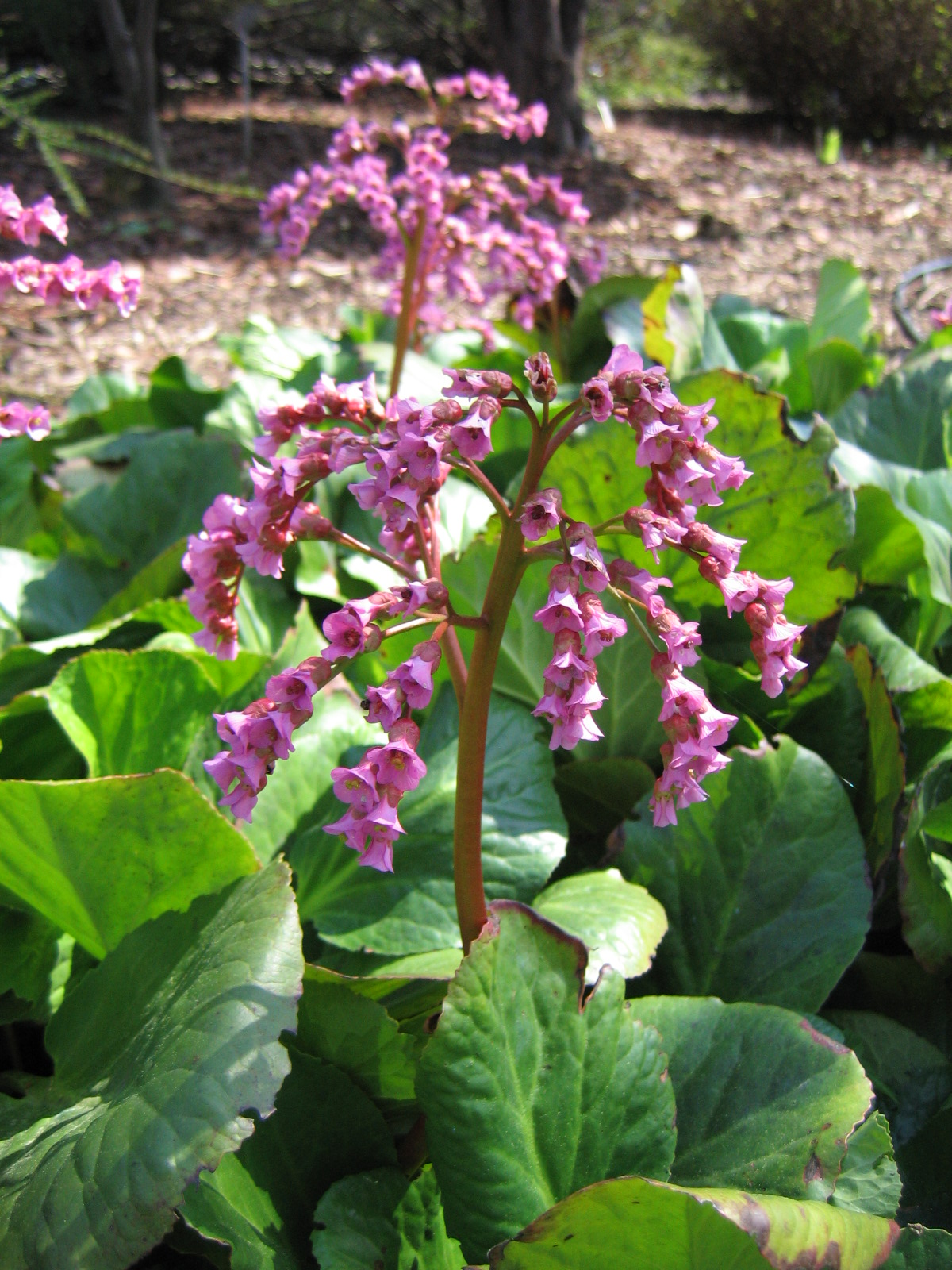
Суцвіття
Квіти